# Еміліано Мартінес
Даміан Еміліано Мартінес (ісп. Damián Emiliano Martinez, нар. 2 вересня 1992, Мар-дель-Плата, Аргентина) — аргентинський футболіст, воротар клубу «Астон Вілла».

## Клубна кар'єра
Вихованець юнацьких команд футбольних клубів «Індепендьєнте» (Авельянеда) та «Арсенал».
У дорослому футболі дебютував 2012 року виступами за команду клубу «Арсенал».
Протягом 2012 року на правах оренди захищав кольори команди клубу «Оксфорд Юнайтед».
Перед сезоном 2013—2014 уклав орендний контракт з клубом «Шеффілд Венсдей», у складі якого провів один сезон.
2015 року «Арсенал» знову вирішив віддати молодого голкіпера в оренду, цього разу до «Ротергем Юнайтед», а перед сезоном 2015—2016 — до «Вулвергемптон Вондерерз»
До складу клубу «Арсенал» повернувся 2016 року.
З 2020 року виступає у складі клубу «Астон Вілла»

## Виступи за збірні
2009 року дебютував у складі юнацької збірної Аргентини, взяв участь у 2 іграх на юнацькому рівні.
Протягом 2009—2011 років залучався до складу молодіжної збірної Аргентини. На молодіжному рівні зіграв у 5 офіційних матчах, пропустив 1 гол.
У 2021 році дебютував у складі національної збірної Аргентини. Влітку того року у складі збірної став володарем Кубка Америки. У 2022 разом із командою виграв Чемпіонат світу з футболу

## Досягнення
Аргентина
- Переможець Суперкласіко де лас Амерікас: 2019
- Володар Кубка Америки: 2021
- Чемпіон світу: 2022
- Володар Кубка чемпіонів КОНМЕБОЛ–УЄФА: 2022

«Арсенал»
- Володар Кубка Англії: 2016–17, 2019–20
- Володар Суперкубка Англії: 2014, 2015, 2020

## Особисті досягнення
- The Best Fifa Men's Goalkeeper 2022[2]